# INmusic festival
INmusic festival najveći je godišnji glazbeni festival na otvorenome u Hrvatskoj. Počevši od 2006. održava se svake godine krajem lipnja na jarunskom Otoku hrvatske mladeži u Zagrebu izuzev prve godine kada se održao na zagrebačkoj Šalati. Od 2007. festival uglavnom traje tri dana, a prati ga i višednevni smještaj u kampu koji je također u organizaciji festivala. 
Festival je unatoč povremenim izmjenama zadržao formu gdje se na tri velike pozornice i više manjih održavaju nastupi izvođača koji izvode pretežno: rock, pop, world music, elektronsku glazbu, ska, punk itd. 
Festival je primio priznanja National Geographic Travelera, Huffington Posta te mrežnih portala poput Lonely Planeta, Global Grasshoppera i Travel Freaka.[nedostaje izvor] CNN ga je uvrstivo dvije godine za redom među 50 najboljih festivala u svijetu New Musical Express nazvao ga je "neotkriveni dragulj europske festivalske scene" te festivalom koji pruža "jedinstveno iskustvo na jedinstvenoj lokaciji". Od 2017. godine INmusic festival se po odabiru NME-a nalazi na popisu najboljih svjetskih festivala
Među ostalima, na Festivalu su nastupili: Arctic Monkeys, Jamiroquai, The Prodigy, New Order, Nick Cave and the Bad Seeds, The Black Keys, Pixies, MGMT, Foals, Iggy and the Stooges, Franz Ferdinand, Morrissey, Arcade Fire, Sonic Youth, Kraftwerk, Moby, Serj Tankian, Cypress Hill, Grinderman, Flaming Lips, Massive Attack, Alice in Chains, LCD Soundsystem, Morcheeba, Lily Allen, FFS, Placebo, Paolo Nutini, Rudimental, Of Monsters and Men, La Roux, Future Islands, Eagles of Death Metal....

## Izdanja INmusic festivala
INmusic festival se do danas održao 10 puta. Prvo izdanje održano je na zagrebačkoj Šalati nakon čega je festival preseljen na zagrebački Jarun, točnije na Otok hrvatske mladeži. Nakon prvog izdanja 2006. godine kao glavni sponzor festivala dolazi telekomunikacijska tvrtka VIPnet te se festival 2007. i 2008. godine naziva VIP INmusic festival. Od 2009. do 2011. festival mijenja pokrovitelja te se naziva T-Mobile INmusic festival. Od 2012. godine festival se naziva INmusic festival. Godine 2014. festival se dodatno širi na na Otok Trešnjevka gdje se locira kamp povezan pontonskim mostom s Otokom hrvatske mladeži, a 2015. proširivši kamp na otok Univerzijadu, festivalsko otočje dodatno se povećao čineći INmusic jedinim festivalom koji se održava na 3 otoka!

### 2006.
Prvo izdanje INmusic festivala održalo se od 4. do 6. lipnja na zagrebačkoj Šalati.
Glavni izvođači:
- Morrissey, Franz Ferdinand

Također su nastupili:
- Archie Bronson Outfit, The Ex,

Regionalni izvođači:
- Edo Maajka & Leksaurini, Darkwood Dub, Ramirez, My Buddy Moose

### 2007.
Drugo izdanje INmusic festivala održava se od 27. do 28. kolovoza i seli se sa Šalate na zagrebački Jarun, točnije na Otok hrvatske mladeži. Festivalu se pridružuje glavni sponzor VIPnet te se festival preimenuje u VIP INmusic festival.
Glavni izvođači:
- Iggy & The Stooges, Sonic Youth

Također su nastupili:
- Happy Mondays, Asian Dub Foundation, New York Dolls, Roisin Murphy (Moloko), !!!, The Hold Steady, Giles Peterson, Banco de Gaia, Kultur Shock, Ras Tweed & Bas Culture, The Bluejays

Regionalni izvođači:
- Majke, The Beat Fleet, Obojeni program, Letu Štuke, Gustafi, S3ngs, Gatuzo, Radikal Dub Kolektiv, Eddie Meets Yannah, Messerschmitt, Superhiks, Erotic Biljan & His Heretics, Vale Tudo, Viva Glorio, Orkestar Aguševi

### 2008.
Treće izdanje festivala također se održalo pod nazivom VIP INmusic festival od 3. do 4. lipnja. Britanski Times uvrstio je INmusic festival među najbolje europske ljetne festivale 2008. godine.
Glavni izvođači:
- Nick Cave and the Bad Seeds,The Prodigy

Also performed: 
- Stereo MCs, Serj Tankian, Hot Chip, Tinariwen, Amadou & Mariam, The Go! Team, Seun Kuti and Egypt 80, Sons and Daughters,Dreadzone, Jazzanova, XX Teens, Ed Kuepper & Jeffrey Wegener, Ras Tweed & Bas Culture, The Voxx

Regionalni izvođači: 
- Let 3, Kiril Džajkovski, Vještice, Atheist Rap, Radikal Dub Soundsystem, Eddy Ramich, Meduze, Ante Perković, Ruiz, Mandrili, Ivan Vragolović

### 2009.
Četvrti po redu INmusic festival mijenja sponzora te se pod pokroviteljstvom hrvatskog T-Mobilea održao 24. i 25. lipnja 2009. na 5 live pozornica: T-Mobile stage, Nokia stage, Radio 101 stage, Noćni stage i Tuborg Green stage. Škotski sastav Franz Ferdinand nastupa na festivalu po drugi put. Britanski Times drugu je godinu za redom uvrstio INmusic festival među najbolje europske ljetne glazbene festivale. INmusic festival nominiran je za European Festival Award te ulazi u uži krug oodabira od ukupno 10 glazbenih festivala u Europi.
Glavni izvođači: 
- Franz Ferdinand, Moby, Kraftwerk, N.E.R.D, Lily Allen

Također su nastupili: 
- Yeah Yeah Yeahs, Tricky, Editors, Dimmu Borgir, Anthrax, Hatebreed, Art Brut, Sergent Garcia, Rokia Traoré, Adrian Sherwood, Richard Dorfmeister, God Dethroned, Ras Tweed & Bas Culture

Regionalni izvođači:
- KUD Idijoti, Kawasaki 3P, Afion, Antenat, Le Zbor, Ashes You Leave, Rising Dream, Eddy Ramich, Machine Insufficiency

### 2010.
Peto izdanje festivala održano je također pod nazivom T-Mobile INmusic festival od 21. do 23. lipnja.
Glavni izvođači: 
- Alice in Chains, Billy Idol, Massive Attack, LCD Soundsystem, The Flaming Lips

Također su nastupili:
- Morcheeba, !!! (Chk Chk Chk), Pendulum, Rise Against, Flogging Molly, Broken Social Scene, Audio Bullys, New Young Pony Club, Caribou, Skindred, Martina Topley-Bird

Regionalni izvođači:
- The Beat Fleet, Kawasaki 3P, Gustafi, The Bambi Molesters, Dubioza Kolektiv, One Piece Puzzle, Popeye, Bo, S3ngs, Ne znam kak se zovu, al frajer mi je susjed, Embassy 516

### 2011.
Šesto izdanje festivala održano je 21. i 22. lipnja.
Glavni izvođači:
- Jamiroquai, Cypress Hill, Arcade Fire, Grinderman

Također su nastupili:
- The Streets, TV on the Radio, Mastodon, Jello Biafra, Buraka Som Sistema, Gentleman, The Dø, Retro Stefson

Regionalni izvođači:
- Dubioza kolektiv, Dječaci, Overflow, Elemental, Partibrejkers, Goribor, Superhiks, Elvis Jackson, Babilonci, Luka Belani, Tričke, Mika Male, Orange Strips, Pink Studio, Luft

### 2012.
Sedmo izdanje festivala vraća svoje originalno ime INmusic festival. Festival je održan 29. i 30. lipnja. CNN International uvrstio je INmusic festival u 50 najboljih glazbenih festivala u svijetu. Velik broj koncerata prenosio se uživo na YouTubeu diljem svijeta.
Glavni izvođači:
- Franz Ferdinand, New Order

Također su nastupili:
- Gorillaz Sound System, Mando Diao, Gogoll Bordello, Archie Bronson Outfit, Retro Stefson, General Elektriks, Ines Mezel, Tamikrest, Fanga, Dry the River, Human Woman, Reptile Youth, Stuttgart Online,

Regionalni izvođači:
- Vlasta Popić, Markiz, Ruiz, Valetudo, Hype, Pozdrav Azri, Punčke, Igut, Sick Swing Orchestra

### 2013.
Osmo izdanje festivala održano je od 24. do 26. lipnja.
Glavni izvođači:
- Arctic Monkeys, Iggy & The Stooges

Također su nastupili:
- Basement Jaxx, Bloc Party, Editors, NOFX, Airbourne, Stealing Sheep, A Toys Orchestra, Mile Me Deaf, Rangleklods, Conquering Lion, Dikta, Roger the Mascot

Regionalni izvođači:
- Atheist Rap, Team Ghost, Dža ili Bu, S.A.R.S., Frenkie, Moveknowledgment, Pozdrav Azri, Gatuzo, Dosh Lee, She Loves Pablo, Radio Aktiv, Barbari, Antenat, Mašinko, Cherkezi United, D Elvis, B and the Boops, Achromatic Attic, Udriground

### 2014.
Deveto izdanje festivala održano je od 23. do 25 lipnja. Festival se nakon 2006. godine po prvi puta značajnije širi pa se sto metara dugim pontonskim mostom spajaju festivalski Otok hrvatske mladeži i susjedni Otok Trešnjevka gdje se zbog sve veće posjećenosti festivala seli kamp koji je otvoren čak 6 dana. U 2014. godini na festival se uvodi beskontaktno i bezgotivnsko plaćanje u suradnji s novim pokroviteljom festivala, OTP bankom Hrvatska. 
Glavni izvođači:
- The Black Keys, Pixies, MGMT, Foals

Također su nastupili:
- The Fratellis, Wolfmother, Flogging Molly, Bombay Bicycle Club, Digitalism, Crystal Fighters, Bassekou Kouyate& Ngoni Ba, Bomba Estereo, Vitalic, Bombino, Jagwar Ma, Kuroma, Linkoban, Animal Music, Roger the Mascot, Streets of Mars, Stop Drop Robot, DJ Jarnstjarna

Regionalni izvođači:
- Partibrejkers, Rambo Amadeus, Vlada Divljan, Ljetno Kino, Gatuzo, Kandžija i Gole Žene, S3ngs, N'toko, Žen, Baden-Baden, Elephant and the Moon, Pars Petrosa, Ti, Hype, Them Moose Rush, Your Gay Thoughts, The Canyon Observer, YEM kolektiv

### 2015.
Jubilarno, deseto izdanje INmusic festivala održalo se 22., 23., i 24. lipnja 2015. godine.
Deseti INmusic festival bio je najveći u povijesti njegova održavanja: trajao je puna 3 dana dok je festivalski kamp bio otvoren 7 dana. Dosadašnjih godina prvi dan INmusic festivala služio je za svojevrsno zagrijavanje za iduća 2 festivalska dana, no 2015. godine i prvi dan imao je puni program s čak 2 headlinera. Festivalski i kamperski prostor proširili su se i na treći otok jarunskog arhipelaga. Sto metara dugi pješački pontonski most povezivao je festivalski Otok hrvatske mladeži sa susjednim kamperskim otocima: Otok Trešnjevka i Otok Univerzijada. Osim rekordne posječenosti samog festivala, festivalski kamp je, zahvaljujući većem prihvatnom kapacitetu, ostvario fantastične turističke rezultate.
Festivalski kamp povećao se zahvaljujući pokroviteljstvu Grada Zagreba te suradnji s Turističkom zajednicom grada Zagreba.
Deseti INmusic održo se uz potporu Ožujskog piva kao powered by sponzora te OTP banke koja je omogućila beskontaktno plaćanje na festivalu.
INmusic festival je 2105. godine započeo suradnju sa švedskom udrugom Studiefrämjandet. Švedska i Hrvatska na ovaj način pružaju zajedničku podršku razvoju glazbene kulture i obrazovanja. U suradnji INmusica i Studiefrämjandeta organiziran je natječaj za švedske izvođače putem kojega su odabrani švedski sastavi i 2 DJ-a koji su nastupili na INmusic festivalu.
Treći dan festivala je, uz vatromet, francuska umjetnička trupa Reve d'Herbert (Herbertov san) bila iznenađenje povodom jubilarnog slavlja INmusica. (Autori spektakla Reve d'Herbert su Nikola MARTIN (Inko'Nito) i J-Baptiste Duperray u koproduciji Inko'Into i Cie des Quidams.)  
Glavni izvođači:
- Placebo, FFS (Franz Ferdinand & Sparks), Rudimental, Paolo Nutini

Također su nastupili:
- Of Monsters and Men, La Roux, Future Islands, Frank Turner & The Sleeping Souls, Death Cab for Cutie, Black Rebel Motorcycle Club, Eagles of Death Metal, Kate Tempest, Mike Skinner, Batida, Aziza Brahim, Katalina Kicks, The Mirror Trap, Royal Prospect, Comminor, Among Souls, Northlight, Telephonehookers, John Bull Gang, Dum i Huet, Charlie Harlow, Neweva, In Hours, Decaville, Antrox

Regionalni izvođači:
- Halka, Rambo Amadeus, Zadruga, Repetitor, Ljetno Kino, Jonathan, Ludovik Material, Sassja, Them Moose Rush, Killed a Fox, Muscle Tribe of Danger and Excellence, Ashes You Leave, NLV, Mnogi Drugi, Mel Camino, Clone Age, Mel & Django Jet, Čao Portorož, Jardier, And the Kid, Human, The Belle Infidels, Plastic Knives, Discohernia, DJ Ilko, YEM kolektiv...

I 2015 godine INmusic festival nalazi se na popisu najboljih europskih festivala.
INmusic festival nominiran je za European Festival Award  Arhivirana inačica izvorne stranice od 28. kolovoza 2015. (Wayback Machine), u kategoriji 'Best Medium-Sized Festival'.
O najboljem festivalu odlučuje publika putem glasovanja na službenoj stranici: http://eu.festivalawards.com/vote-now/  Arhivirana inačica izvorne stranice od 19. listopada 2015. (Wayback Machine). Glasovanje završava 12. studenog u 19 sati.

### 2016.
INmusic festival #11 održao se od 20. do 22. lipnja 2016. godine na Jarunu u Zagrebu.
- PRVI DAN FESTIVALA - Ponedjeljak, 20. lipnja: Gutterdämmerung ft. Henry Rollins, Jake Bugg, The Coral, Django Django, Pennywise, Monoswezi, Nikki Louder, FùGù MANGO, The Bambi Molesters, Chui, INteatar: Münchhausen (Vilim Matula)[18]
- DRUGI DAN FESTIVALA - Utorak, 21. lipnja: Florence + The Machine, Barns Courtney, Kawasaki 3p, Orkesta Mendoza, My Baby, Gretta, Spleen G. INteatar: Dream of Life (Senka Bulić)[19]
- TREĆI DAN FESTIVALA - Srijeda, 22. lipnja: PJ Harvey, The Kooks, Wilco, Yeasayer, Pat Thomas & The Kwashibu Area Band, Shearwater, Gustafi, Žen, INteatar: Međuigre 0-24 (Zijah Sokolović)[20]

### 2017.
INmusic festival #12 održao se od 19. do 21. lipnja 2017. godine na Jarunu u Zagrebu, a na festivalu su nastupili:
1. DAN FESTIVALA – Ponedjeljak, 19. lipnja: Arcade Fire, Darko Rundek Apocalypso Now, Michael Kiwanuka, Th' Legendary Shack Shakers, Throes + The Shine, Haus, St.Tropez
2. DAN FESTIVALA – Utorak, 20. lipnja: Kings of Leon, Alt-J, Repetitor, The Strange, Kel Assouf, Public Service Broadcasting, Gatuzo, Them Moose Rush
3. DAN FESTIVALA – Srijeda, 21. lipnja: Kasabian, Flogging Molly, Slaves, Danko Jones, Booka Shade
Ulaznice za dvanaesto izdanje INmusic festivala rasprodane su tjedan dana prije početka festivala.

### 2018.
INmusic festival #13 održao se od 25. do 27. lipnja 2018. godine na Jarunu u Zagrebu, a na festivalu su nastupili:
1. DAN FESTIVALA - Ponedjeljak, 25. lipnja - Queens Of The Stone Age, David Byrne, The Kills, Superorganism, Témé Tan, Them Moose Rush, Straight Mickey And The Boyz, False Heads, Tyger Lamb, Rival Bones, Tus Nua, Nellcote i Grapevine Babies
2. DAN FESTIVALA - Utorak, 26. lipnja - Nick Cave & The Bad Seeds, St. Vincent, Bombino, Jinx, Reykjavíkurdætur, Šumski, Koala Voice, Irena Žilić, J.R. August, ZMaJ, Lika Kolorado, Ischariotzky, Bad Notion
3. DAN FESTIVALA - Srijeda, 27. lipnja - Interpol, Alice In Chains, Portugal. The Man, General Elektriks, PINS, Tschegue, Super Besse, She Loves Pablo, Moskau, Sana Garić, Killed A Fox, Cubies, Rens Argoa, Futurski
Ulaznice za trinaesto izdanje INmusic festivala rasprodane su prije početka festivala drugu godinu za redom.

### 2019.
INmusic festival #14 održao se od 24. do 26. lipnja 2019. godine na Jarunu u Zagrebu, a na festivalu su nastupili: 
1. DAN FESTIVALA (ponedjeljak, 24. lipnja) - Foals, The Hives, Johnny Marr, Kurt Vile & The Violators, Skindred, Siddharta, Fontaines D.C., Super Besse, Edi East Trance Blues, Infected, Nord, Kevlar Bikini, dno., Stephany Stefan, Paul The Walrus
2. DAN FESTIVALA (utorak, 25. lipnja) - Suede, Garbage, Thievery Corporation, Frank Turner & The Sleeping Souls, Zeal & Ardor, Gato Preto, Black Honey, Lysistrata, Gatuzo, Bang Bang, Mel Camino, Billie Joan, Klinika Denisa Kataneca, Gentelman, The K's
3. DAN FESTIVALA (srijeda, 26. lipnja) - The Cure, LP, Peter Bjorn and John, JoyCut, Kandžija i Gole žene, Kojoti, Mangroove, The Ills, Run Sofa, Tús Nua, Phantasmagoria, And The Kid, The Black Room, Ichabod, One Possible Option

## Vanjske poveznice
- Službena stranica
- Facebook
- Twitter
- Instagram
- Ulaznice